# كاغيشو ديكغاكوي

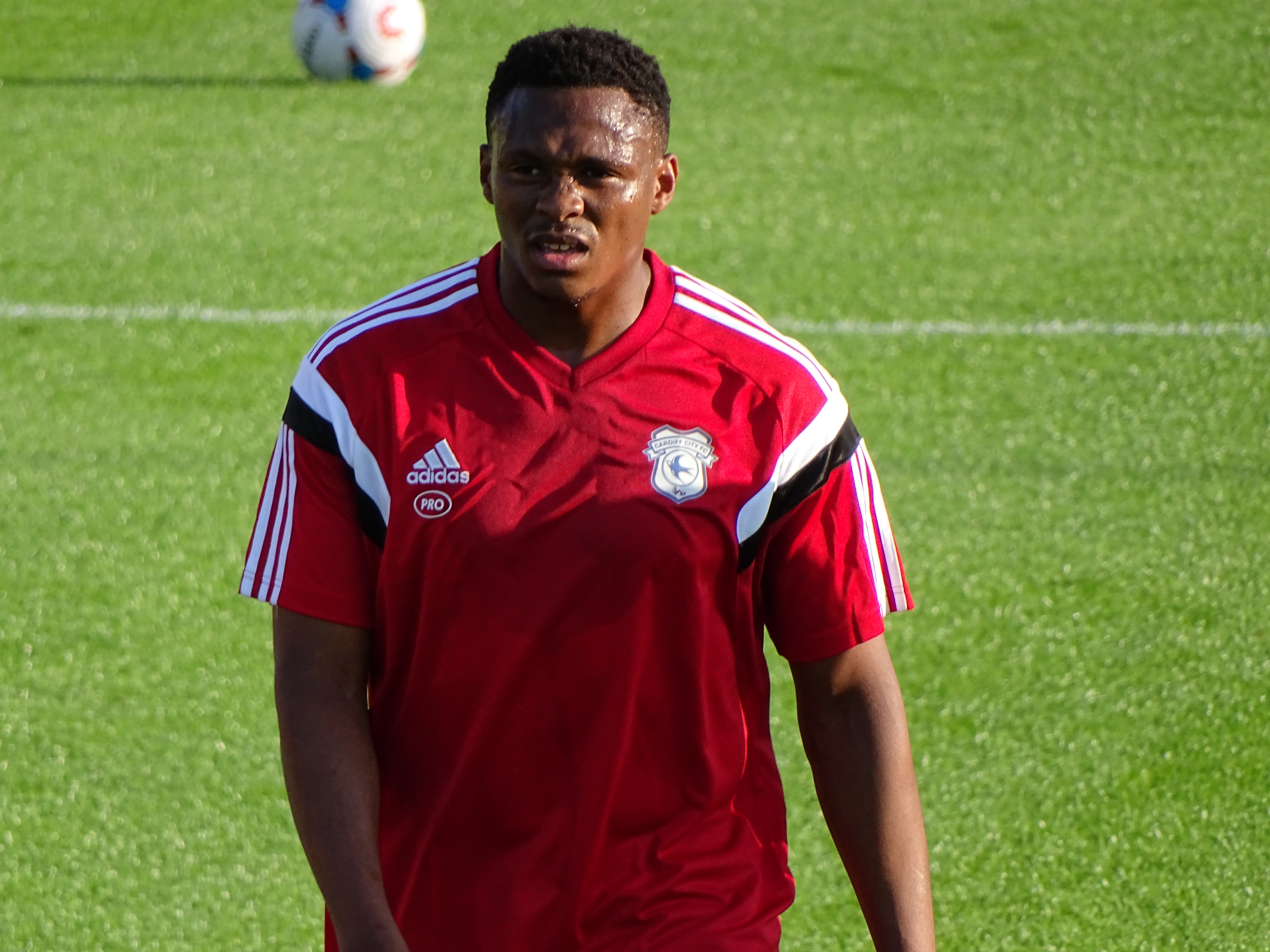

كاغيسو ديكغاكوا (Kagiso Dikgacoi)، من مواليد 24 نوفمبر 1984 في براندفورت في جنوب أفريقيا، لاعب كرة قدم جنوب أفريقي.
بدأ مسيرته الكروية مع نادي بلومفونتين يونغ تايغرز، ولعب معهم حتى عام 2005، ومنذ عام 2005 وهو يلعب مع نادي غولدن أروز.
منذ عام 2007 وهو يلعب مع منتخب جنوب أفريقيا لكرة القدم.

## روابط خارجية
- كاغيشو ديكغاكوي على موقع الاتحاد الدولي (مؤرشف)  (الإنجليزية)
- كاغيشو ديكغاكوي على موقع قاعدة بيانات كرة القدم.إي يو (الإنجليزية)
- كاغيشو ديكغاكوي على موقع ناشيونال فوتبول تيمز (الإنجليزية)
- كاغيشو ديكغاكوي على موقع Soccerbase.com (لاعب) (الإنجليزية)
- كاغيشو ديكغاكوي على موقع Soccerway.com (الإنجليزية)
- كاغيشو ديكغاكوي على موقع عالم كرة القدم.نت (الإنجليزية)
- كاغيشو ديكغاكوي على موقع كووورة
- كاغيشو ديكغاكوي على موقع AS.com (الإسبانية)